# Wubidesmus acarinatus
Wubidesmus acarinatus är en mångfotingart som beskrevs av Chamberlin 1927. Wubidesmus acarinatus ingår i släktet Wubidesmus och familjen orangeridubbelfotingar. Inga underarter finns listade i Catalogue of Life.